# Gitta Sereny
Gitta Sereny CBE (Viena, 13 de março de 1921 — Cambridge, 14 de junho de 2012) foi uma historiadora, escritora e jornalista austríaca, de origem húngara. Em seus livros, focou o enredo em histórias sobre o holocausto e abuso de crianças.